# Austrolimnophila subunicoides
Austrolimnophila subunicoides är en tvåvingeart som först beskrevs av Alexander 1950.  Austrolimnophila subunicoides ingår i släktet Austrolimnophila och familjen småharkrankar. Inga underarter finns listade i Catalogue of Life.